# Gauliga Nordmark 1938/39
Die Gauliga Nordmark 1938/39 war die sechste Spielzeit der Gauliga Nordmark im Fußball. Die Meisterschaft sicherte sich der Hamburger SV mit vier Punkten Vorsprung vor dem Eimsbütteler TV. Der Hamburger SV qualifizierte sich für die Endrunde um die deutsche Meisterschaft und erreichte dort den vierten Platz. Die Abstiegsränge belegten Rasensport Harburg, Borussia Harburg und der SV Schwerin. Aus den Bezirksklassen stiegen zunächst Sperber Hamburg und Phönix Lübeck auf.

## Abschlusstabelle
| Pl. | Verein                 | Sp. | S  | U | N  | Tore    | Quote | Punkte |
| --- | ---------------------- | --- | -- | - | -- | ------- | ----- | ------ |
| 1.  | Hamburger SV (M)       | 20  | 16 | 3 | 1  | 087:200 | 4,35  | 35:50  |
| 2.  | Eimsbütteler TV        | 20  | 15 | 1 | 4  | 072:280 | 2,57  | 31:90  |
| 3.  | Holstein Kiel          | 20  | 9  | 7 | 4  | 069:490 | 1,41  | 25:15  |
| 4.  | SC Victoria Hamburg    | 20  | 9  | 5 | 6  | 052:430 | 1,21  | 23:17  |
| 5.  | FC St. Pauli           | 20  | 8  | 3 | 9  | 045:430 | 1,05  | 19:21  |
| 6.  | SK Komet Hamburg       | 20  | 7  | 4 | 9  | 033:660 | 0,50  | 18:22  |
| 7.  | SV Polizei Lübeck      | 20  | 6  | 4 | 10 | 036:550 | 0,65  | 16:24  |
| 8.  | Altonaer FC von 1893   | 20  | 6  | 2 | 12 | 042:560 | 0,75  | 14:26  |
| 9.  | Rasensport Harburg (N) | 20  | 4  | 6 | 10 | 027:500 | 0,54  | 14:26  |
| 10. | Borussia Harburg       | 20  | 3  | 7 | 10 | 027:500 | 0,54  | 13:27  |
| 11. | SV Schwerin (N)        | 20  | 5  | 2 | 13 | 034:640 | 0,53  | 12:28  |

| (M) | Titelverteidiger               |
| (N) | Aufsteiger aus der Bezirksliga |

## Aufstiegsrunde

### Gruppe A
| Platz | Verein                                                           | Spiele | Tore  | Quote | Punkte |
| ----- | ---------------------------------------------------------------- | ------ | ----- | ----- | ------ |
| 1.    | BV Phönix Lübeck (Bezirksmeister Schleswig-Holstein Staffel Süd) | 4      | 12:80 | 1,50  | 6:2    |
| 2.    | Wilhelmsburg 09 (Bezirksmeister Groß-Hamburg Staffel Hansa)      | 4      | 11:60 | 1,83  | 4:4    |
| 3.    | WSG Schwerin (Bezirksmeister Mecklenburg)                        | 4      | 07:16 | 0,44  | 2:6    |

### Gruppe B
| Platz | Verein                                                            | Spiele | Tore | Quote | Punkte |
| ----- | ----------------------------------------------------------------- | ------ | ---- | ----- | ------ |
| 1.    | SC Sperber Hamburg (Bezirksmeister Groß-Hamburg Staffel Germania) | 4      | 8:6  | 1,33  | 4:4    |
| 2.    | VfB Kiel (Bezirksmeister Schleswig-Holstein Staffel Nord)         | 4      | 7:7  | 1,00  | 4:4    |
| 3.    | SV West-Eimsbüttel (Bezirksmeister Groß-Hamburg Staffel Hammonia) | 4      | 7:9  | 0,78  | 4:4    |